# Grace Anigbata
Grace Chinonyelum Anigbata (16 settembre 1998) è una triplista, altista e lunghista nigeriana.

## Biografia
Dopo aver conquistato il titolo di campionessa nazionale under 18 nel salto triplo nel 2014, l'anno successivo prese parte ai campionati africani juniores, classificandosi ottava nel salto in alto, specialità nella quale nel 2016 si diplomò campionessa nazionale assoluta.
Nel 2018 conquistò la medaglia d'oro nel salto triplo ai campionati africani di Asaba e l'anno successivo ottenne lo stesso risultato ai Giochi panafricani di Rabat, oltre a classificarsi tredicesima nel salto in lungo.

## Progressione

### Salto in alto
| Stagione | Misura | Luogo       | Data      | Rank. Mond. |
| -------- | ------ | ----------- | --------- | ----------- |
| 2019     | 1,73 m | El Dorado   | 4-5-2019  | 770ª        |
| 2018     | 1,75 m | Abuja       | 16-2-2018 | 517ª        |
| 2017     | 1,75 m | Abuja       | 14-7-2017 | 496ª        |
| 2016     | 1,78 m | Akure       | 6-6-2016  | 303ª        |
| 2015     | 1,60 m | Addis Abeba | 7-3-2015  |             |

### Salto in lungo
| Stagione | Misura | Luogo     | Data       | Rank. Mond. |
| -------- | ------ | --------- | ---------- | ----------- |
| 2019     | 5,77 m | Rabat     | 29-8-2019  | 1525ª       |
| 2018     | 5,94 m | Abuja     | 11-12-2018 | 807ª        |
| 2014     | 5,19 m | Ijebu Ode | 28-2-2014  |             |

### Salto in lungo indoor
| Stagione | Misura | Luogo     | Data      | Rank. Mond. |
| -------- | ------ | --------- | --------- | ----------- |
| 2020/21  | 5,89 m | Manhattan | 9-1-2021  | 428ª        |
| 2019/20  | 5,94 m | Lincoln   | 17-1-2020 | 456ª        |
| 2018/19  | 5,69 m | Pittsburg | 1-3-2019  | 1064ª       |

### Salto triplo
| Stagione | Misura  | Luogo     | Data      | Rank. Mond. |
| -------- | ------- | --------- | --------- | ----------- |
| 2019     | 13,75 m | Rabat     | 26-8-2019 | 68ª         |
| 2018     | 14,02 m | Asaba     | 5-8-2018  | 38ª         |
| 2017     | 12,96 m | Abuja     | 15-7-2017 | 267ª        |
| 2016     | 12,96 m | Abuja     | 14-5-2016 | 269ª        |
| 2015     | 12,48 m | Kaduna    | 27-1-2015 | 533ª        |
| 2014     | 11,44 m | Ijebu Ode | 27-2-2014 |             |

### Salto triplo indoor
| Stagione | Misura  | Luogo        | Data     | Rank. Mond. |
| -------- | ------- | ------------ | -------- | ----------- |
| 2020/21  | 13,61 m | Fayetteville | 5-2-2021 | 37ª         |
| 2018/19  | 13,17 m | Pittsburg    | 2-3-2019 | 114ª        |

## Palmarès
| Anno | Manifestazione          | Sede        | Evento         | Risultato | Prestazione | Note |
| ---- | ----------------------- | ----------- | -------------- | --------- | ----------- | ---- |
| 2015 | Campionati africani U20 | Addis Abeba | Salto in alto  | 8ª        | 1,60 m      |      |
| 2018 | Campionati africani     | Asaba       | Salto triplo   | Oro       | 14,02 m     |      |
| 2019 | Giochi panafricani      | Rabat       | Salto in lungo | 13ª       | 5,77 m      |      |
| 2019 | Giochi panafricani      | Rabat       | Salto triplo   | Oro       | 13,75 m     |      |

## Campionati nazionali
- 1 volta campionessa nigeriana assoluta del salto in alto (2016)
- 1 volta campionessa nigeriana under 18 del salto triplo (2014)

2014
- Oro ai campionati nigeriani under 18, salto triplo - 11,44 m
- 7ª ai campionati nigeriani under 18, salto in lungo - 5,19 m

2015
- Argento ai campionati nigeriani assoluti, salto in alto - 1,60 m

2016
- Oro ai campionati nigeriani assoluti, salto in alto - 1,70 m

2017
- Argento ai campionati nigeriani assoluti, salto in alto - 1,75 m
- Argento ai campionati nigeriani assoluti, salto triplo - 12,96 m